# Hohlwellenantrieb

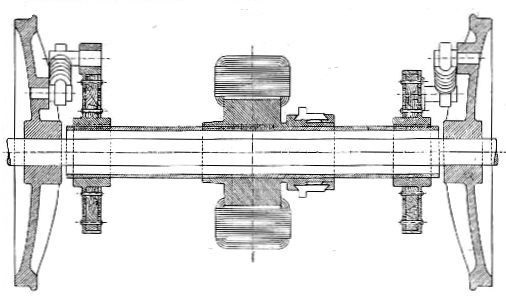
1889: Frühe Zeichnung eines Hohlwellenantriebs; die Hohlwelle ist Träger des im Fahrzeugaufbau gelagerten Motorrotors (Achsmotorantrieb); Wellenkupplung mittels zweier Kurbelstangen (Doppelkurbel).

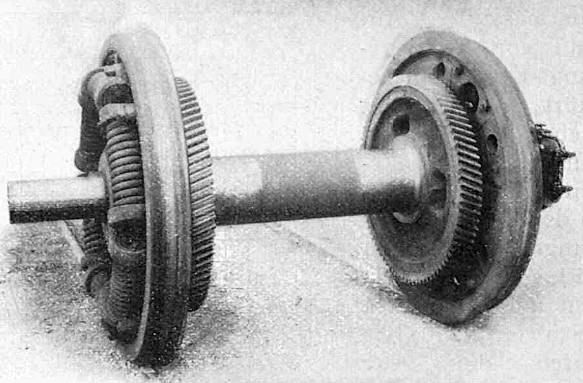
1927: Hohlwellenantrieb einer Elektrolokomotive der BLS
Zwischen den Rädern des Treibradsatzes befindet sich die Hohlwelle mit zwei aufgeschrumpften Großrädern. Die Achswelle verläuft in diesem Bereich innerhalb der Hohlwelle.
Die Hohlwelle wird an den hellen Stellen im Fahrgestell des Fahrzeugs gelagert;
Feder-Kupplungen verbinden Hohlwelle und Treibräder.

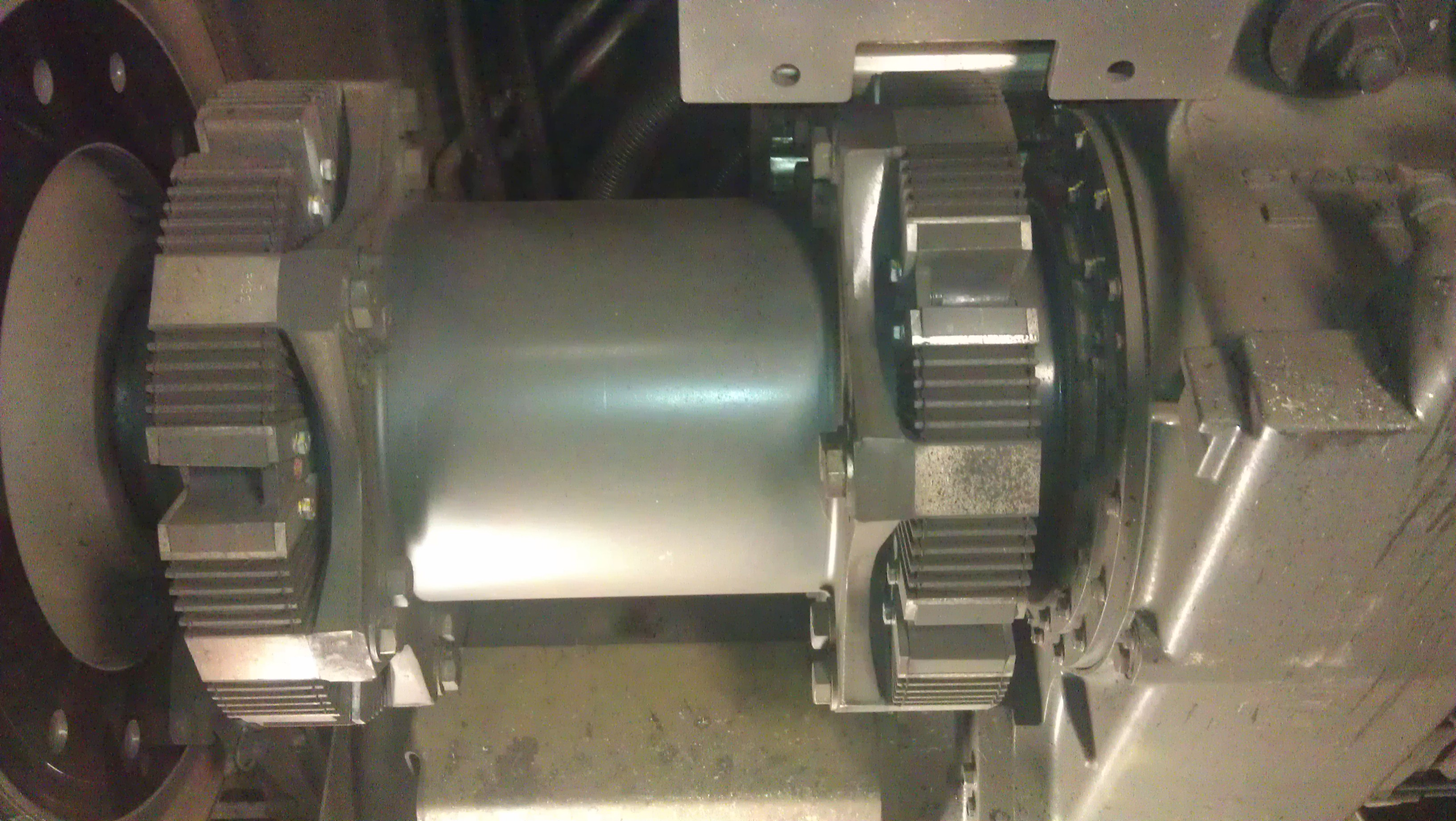
2011: Hohlwellenantrieb mit Keilpaketkupplung eines Stadler KISS: Die Treibradsatzwelle wird vom Getriebegehäuse samt hohler Ausgangswelle (rechts) und vom Rohr einer zweiteiligen Keilpaketkupplung (Mitte) umschlossen; links das angetriebene Rad.

Beim Hohlwellenantrieb von Eisenbahn-Triebfahrzeugen ist die Treibradsatzwelle mit reichlichem Spiel von einer hohlen Welle umgeben, welche die Antriebskräfte vom Motor auf die Treibräder überträgt. Die Hohlwelle wird über Kurbelstangen oder über Federkupplungen beweglich mit den Treibrädern gekoppelt und gehört somit (samt Antriebseinheit) zur gefederten Masse des Fahrzeugs.
Da nur noch der Radsatz ungefedert bleibt, wird der Oberbau durch Schwingungen des Antriebs geringer belastet und die Laufruhe des Triebfahrzeugs erhöht.
In frühen elektrischen Fahrzeugen diente die Hohlwelle zugleich als Rotor des Fahrmotors (siehe die oberste Abbildung). Später trägt die Hohlwelle die Großräder des Zahnradgetriebes (siehe zweite der nebenstehenden Abbildungen). Ihr Innendurchmesser ist ausreichend groß, um der Treibradsatzwelle Spielraum für einen ausreichenden Federweg zu geben.
Zur Kraftübertragung zwischen den sich beim Federn des Fahrzeugs vertikal gegeneinander bewegenden beiden Wellen dient eine radialbewegliche Kupplung. Verschiedene Ausführungen des Hohlwellenantriebs werden häufig nach der Art der verwendeten Kupplung bezeichnet.
In der ersten Hälfte des 20. Jahrhunderts wurde eine große Zahl von Hohlwellenantrieben bzw. von radial nachgebenden Kupplungen für die Verbindung zwischen Hohlwelle und Treibradsatz entwickelt, obwohl keinesfalls alle elektrischen Schienenfahrzeuge – insbesondere nicht die Straßenbahnen – einen Hohlwellenantrieb, sondern oft einen Tatzlagerantrieb bekamen. Diesen modifizierte man zwar ab der Mitte des Jahrhunderts zu einem Hohlwellenantrieb, kam aber nach und nach vom Ideal, dem Treibradsatz keine ungefederten Massen zuzufügen, wieder ab. Begünstigt wurde dieses Vorgehen dadurch, dass inzwischen festere Stähle für den Bau kleinerer und leichterer Getriebe-Zahnräder entwickelt worden waren. Dass das Getriebe – insbesondere sein größeres, also schwereres Abtriebsrad (Großrad) – ungefedert von der Treibradsatzwelle getragen wird, und nur der Fahrmotor wie bisher gefederte Masse ist, war ein ausreichend zufriedenstellender Kompromiss geworden.
Die radial nachgebende Kupplung ist in diesem Fall zwischen dem Fahrmotor und dem Getriebe angebracht. Für große Antriebsleistungen wird eine Kardanwelle benutzt, die aus Platzgründen in der hohl gemachten Motorwelle oder Eingangswelle (Ritzelwelle) des Getriebes untergebracht ist. Die die Treibradsatzwelle umgebende Hohlwelle ist seltener geworden, nicht aber der Begriff Hohlwellenantrieb. Dieser ist unschärfer geworden, weil in ihn auch die Antriebe mit hohler Motor- oder Ritzelwelle eingegangen sind (siehe unten: Motorhohlwellenantrieb und Ritzelhohlwellenantrieb).
In Neubauten elektrischer Triebwagen ist die Bogenzahnkupplung (im Prinzip eine besonders kurze Kardanwelle) zum Standard geworden. Sie findet Platz zwischen dem fest im Rahmen gelagerten Fahrmotor und dem achsreitenden, gekuppelten Getriebe. Insgesamt werden heute bei Neubaufahrzeugen weniger aufwändige Ausführungen als Hohlwellenantriebe – sowohl in ursprünglicher als auch jüngerer Definition – eingesetzt.
Im Folgenden werden die wichtigsten Hohlwellenantriebe in etwa chronologischer Reihenfolge ihres Entstehens dargestellt. Der zweite Teil dieser Aufstellung (siehe Andere Antriebe) enthält die Hohlwellenantriebe in der o. g. abweichenden Bedeutung. Ordnendes Kriterium ist immer die Bauweise der verwendeten Kupplung.

## Kupplungsvarianten in den Hohlwellenantrieben verschiedener Hersteller
Die verwendete Kupplung muss radialbeweglich, sonst aber von hoher Festigkeit und kleinen Abmessungen sein. Es gibt viele Ausführungen, und sie werden fast immer in Verbindung mit dem Namen des Herstellers genannt. Eine grobe Zusammenfassung ist unter Bezug auf den verwendeten Werkstoff oder auf die verwendeten Maschinenelemente möglich:
- Federantrieb: Er enthält meistens Schrauben- oder Blattfedern aus Stahl, neuere Ausführungsvarianten auch Gummielemente. Die entsprechenden Kupplungen sind scheibenförmig und paarweise an den Enden der Hohlwelle angebracht. Gummielemente sind ebenfalls scheibenförmig oder ringförmig zusammengefasst. Sie können an den Enden der Hohlwelle (siehe Federantrieb) oder einer hohlen Gelenkwelle (hohle Kardanwelle, siehe Gelenkwellenantrieb) angebracht sein.
- Gelenkwellenantrieb (»Kardanantrieb«)
- Gelenkantrieb (»Verzweigerantrieb«): Er enthält keine elastisch nachgebenden Bauelemente. Die radiale Beweglichkeit der verwendeten Kupplungen wird mittels Gelenk-Stab-Mechanismen mit starren Stäben erreicht.

Unterscheidung nach Einbauort und nach Einzel- bzw. Gruppenantrieb:

Die die Treibachswelle umfassende, im Fahrzeugaufbau gelagerte Hohlwelle mit aufgesetztem Getriebe-Großrad kommt in allen nach Einbauort unterschiedenen Bauarten (Achsmotorantrieb, Tatzlagerantrieb und Gestellmotorantrieb) und ebenso bezüglich der Relation zwischen der Zahl der Treibradachsen und der Zahl der eingebauten Motoren (Einzelachsantrieb, Gruppenantrieb) vor. Der Achsmotorantrieb wird aber kaum noch angewendet, und ein im Rahmen gelagerter Motor mit hohler Ankerwelle ist eine andere Bauart (siehe Andere Antriebe).

### Federantrieb

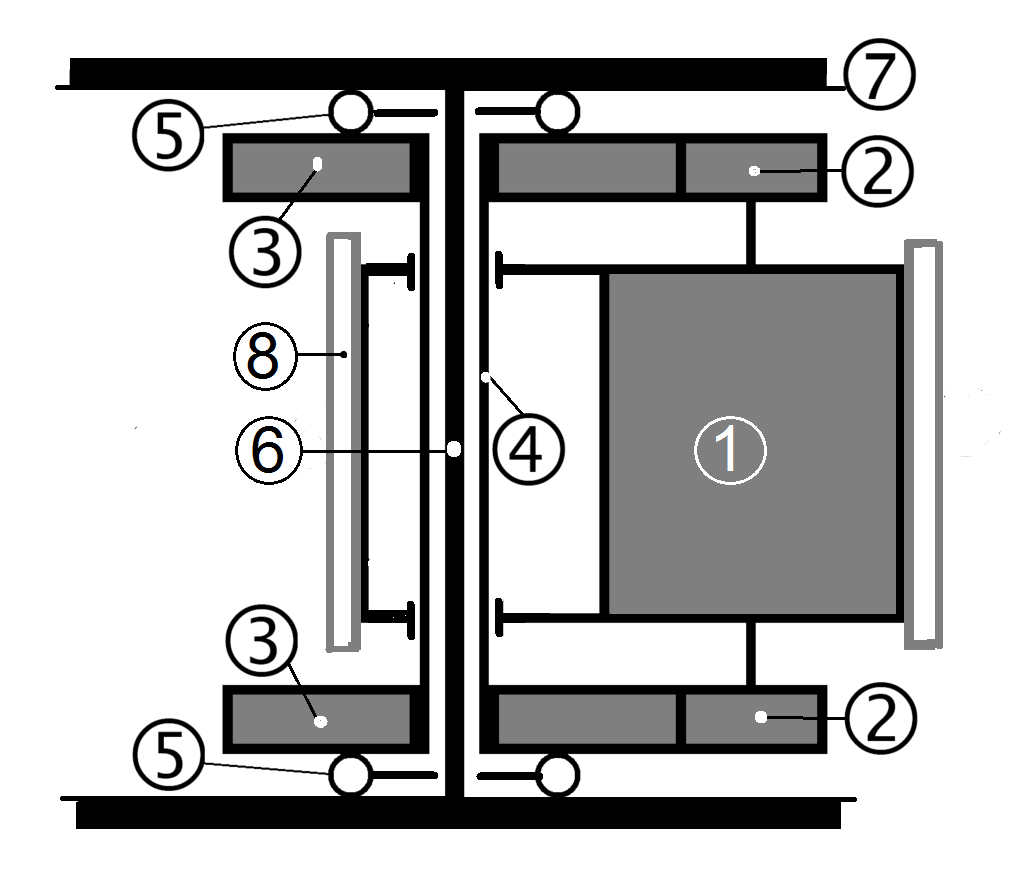
Federantrieb, schematisch: Die zwei das Drehmoment übertragenden Federkupplungen (5) sind zur Kompensation der vertikalen Federung der Antriebseinheit (1 bis 4) radial nachgebend.

#### AEG-Blattfeder-Kupplung

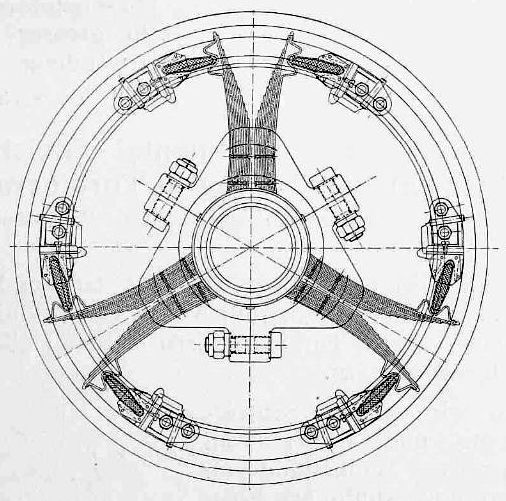
1903: AEG-Blattfeder-Kupplung

1903 verwendete die AEG bei Versuchsfahrten, bei denen schon schneller als 200 km/h gefahren wurde, eine Kupplung mit radial an den Hohlwellenenden angebrachten Blattfeder-Paketen (siehe nebenstehende Abbildung). Die kurzen, zwischen den Federspitzen und dem Treibrad kippbar eingefügten Druckstücke machten die radiale Bewegung zwischen der Hohl- und der Treibsatzwelle möglich.

#### Westinghouse-Federantrieb

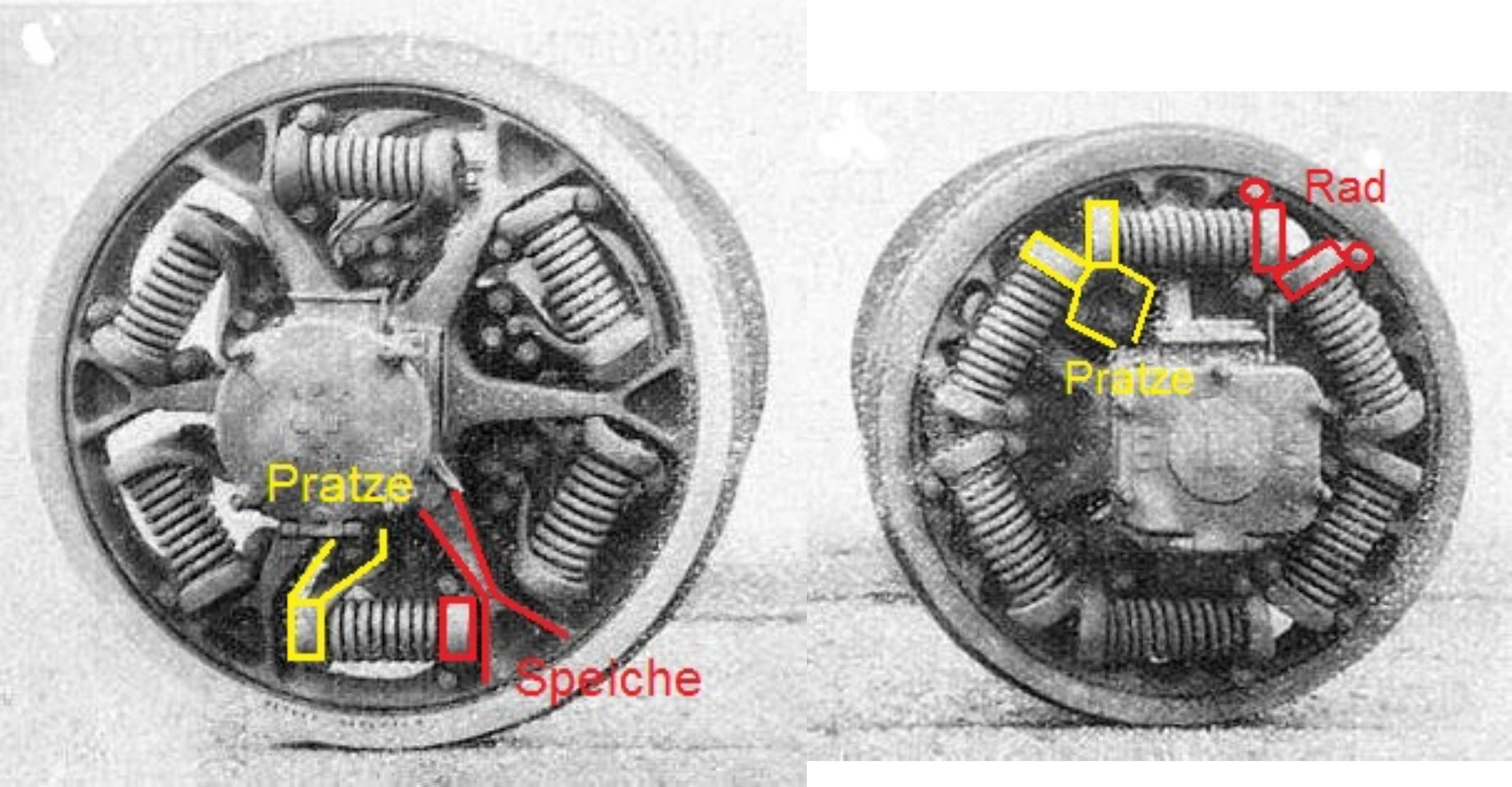
Die Federkupplung von Westinghouse (links, 1912) und ihre Weiterentwicklung von Sécheron (rechts, für kleinere Räder, 1927)

Der seit 1912 verwendete Westinghouse-Federantrieb war einer der ersten in Serie gebauten Hohlwellenantriebe. Seine Kupplungen (an jedem Ende der Hohlwelle eine) enthielten im Kreis angeordnete Schraubenfedern (siehe zweite der oben stehenden Abbildungen). Ihre axiale Nachgiebigkeit diente dem Dämpfen von Stößen in der Drehmomentübertragung und ihre Nachgiebigkeit quer dazu ergab die erforderliche radiale Beweglichkeit innerhalb der Kupplung.

#### Sécheron-Federantrieb
Die gesamte Antriebseinheit von Westinghouse wurde ab 1922 von Sécheron in Genf in Lizenz gebaut und die Federkupplung wurde nach einiger Zeit weiterentwickelt. Die Schraubenfedern wurden außerhalb des Rades anstatt zwischen dessen Speichen angebracht. Somit konnten längere, d. h. weichere Federn verwendet oder die Räder verkleinert werden. Die Anwendung für kleinere Räder machte den Einsatz in Drehgestellen von Triebwagen möglich.
Der Antrieb wurde in der Schweiz erstmals bei den 1926 gebauten BLS Ae 6/8 und später bei den Be 4/4-Lokomotiven verwendet, die Anfang der 1930er Jahre an die Bodensee-Toggenburg-Bahn geliefert wurden. Eine weitere Anwendung war bei den Triebwagen CFe 2/4, die an die Emmentalbahn, Burgdorf-Thun-Bahn und die Solothurn-Münster-Bahn gelieferten wurden. In Österreich wurde der Antrieb bei den Baureihen 1045, 1145, 1245 und 1040 der Österreichischen Bundesbahnen eingesetzt.

#### Federtopfantrieb
Bei den bisherigen Federantrieben wurden die Schraubenfedern in den Kupplungen bei radialer Ausgleichsbewegung quer gebogen (S-förmig, wenn an den Enden befestigt), wodurch sie bruchempfindlich waren. Eine Verbesserung wurde erreicht, als die radiale Bewegung andersartig ausgeglichen werden konnte.

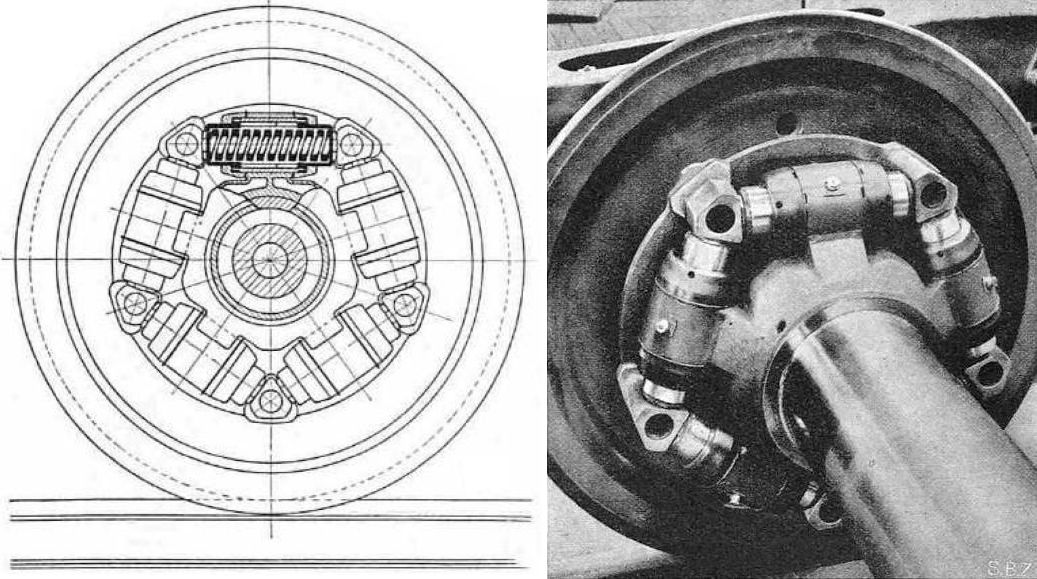
1935: MFO-Federtopfkupplung Lagerböcke an der Hohlwelle
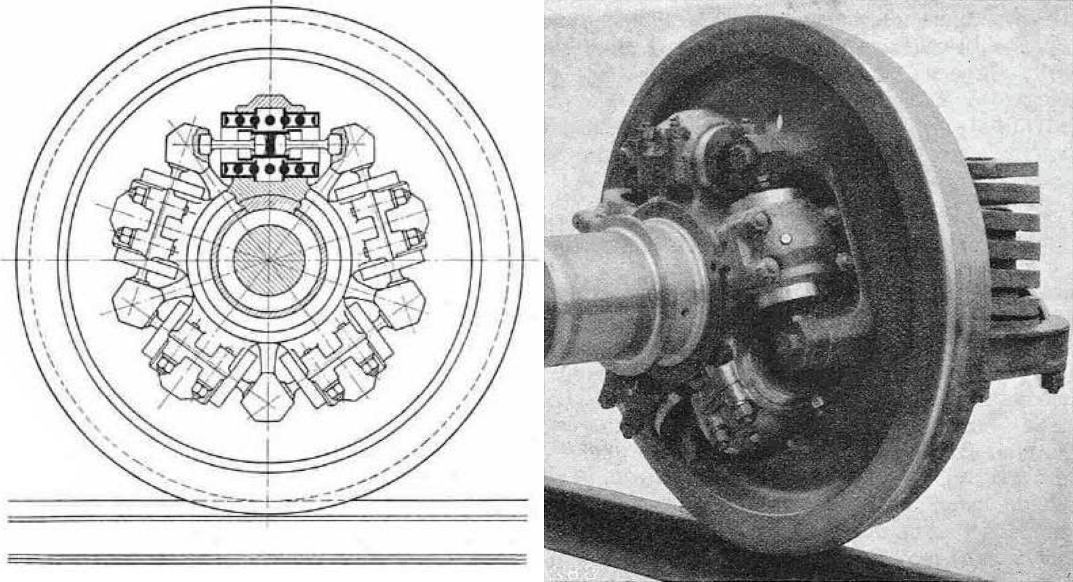
1935: Sécheron-Federtopfkupplung Lagerböcke an der Hohlwelle kippbare Stößel im Inneren
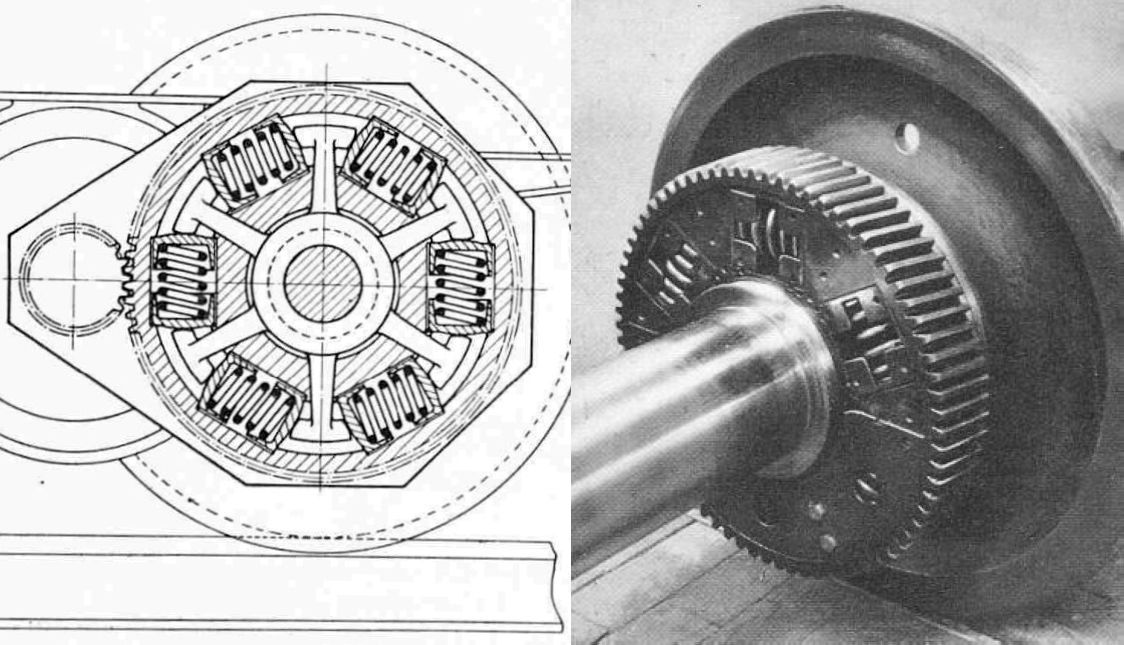
1935: BBC-Federtopfkupplung Lagerböcke im Großrad
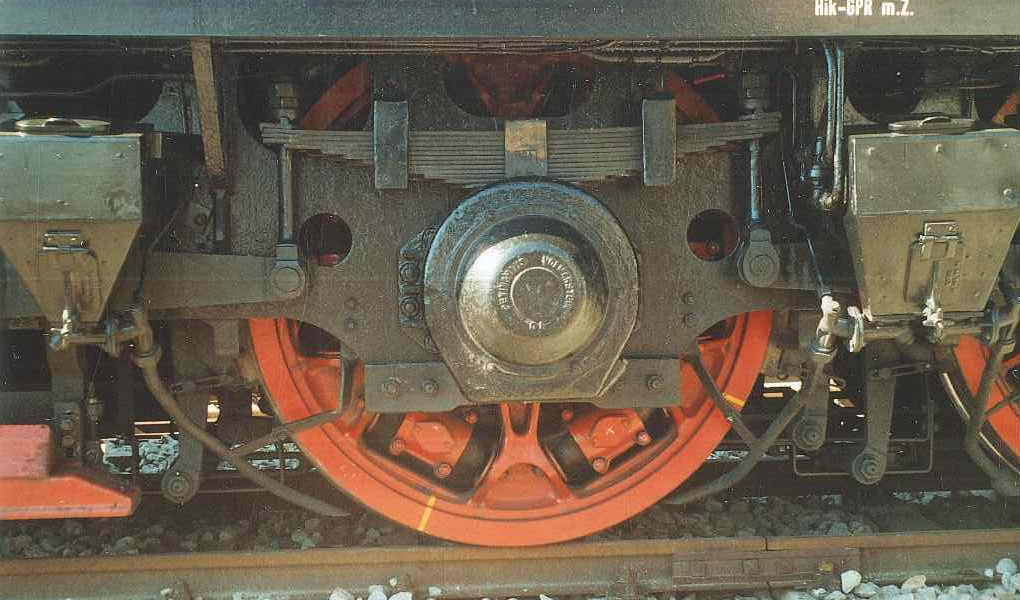
1935: AEG-Kleinow-Federtopfantrieb bei der E 18 31

Den Federn wurde an den Enden je eine hutförmige Kappe („Federtopf“) übergestülpt, sodass sie sich nur noch axial elastisch verformen können. Zusammen mit ihren beiden Töpfen bildet eine solche Feder jetzt lediglich einen elastisch verkürzbaren Stab. Die Stäbe befinden sich an ihren Enden querverschieblich in Mitnehmerlücken am Treibrad (oder am Großrad). Radial werden sie an im Großrad (oder am Treibrad) angebrachten Lagerböcken, in denen sie axialverschiebbar (tangentialverschiebbar bezüglich des Rades) sind, gehalten. In der gegenseitigen Mittellage der beiden Wellen (Hohl- und Treibrad) und Leerlauf (kein Antriebsdrehmoment) liegen die Stäbe an den Wänden der Mitnehmerlücken an. Bei gegenseitiger Auslenkung der Wellen bewegen sie sich in den Mitnehmerlücken, wobei sie (unabhängig von der Stabzahl, die i. d. R. 5 oder 6 ist) an einer Lückenwand anliegend bleiben und sich verkürzen. Am anderen Ende heben sie von der Lückenwand ab. Bei Drehmomentübertragung verkürzen sich zwei bzw. drei der Stäbe weiter und übertragen die Umfangskräfte. Die anderen Stäbe dehnen sich wieder aus. Nur bei kleiner Auslenkung und/oder großem Drehmoment können sie an ihren entgegengesetzten Enden anliegend bleiben oder wieder Kontakt aufnehmen und auch kleinere Umfangskräfte übertragen. Bei Drehmomentübertragung und Mittellage verkürzen sich alle Stäbe gleichsinnig und übertragen gleich große Umfangskräfte.
Die ersten Federtopfkupplungen enthielt der Ende der 1920er Jahre entstandene „AEG-Kleinow-Federtopfantrieb“, mit dem die Deutsche Reichsbahn einige Prototypen und anschließend serienmäßig die Lokomotiven der Baureihen E 17 (ab 1928), E 04 (ab 1933), E 18 (ab 1935) und E 19 (ab 1938) ausrüstete.
In der Schweiz entstanden etwa zehn Jahre später mehrere der AEG-Lösung prinzipiell entsprechende Ausführungen (siehe nebenstehende Bildergalerie).
In anderen Ländern entstanden einfachere Lösungen. Die Federtöpfe entfielen und die Schraubenfedern wurden durch einen Zylinder aus Gummi ersetzt.

### Gelenkantrieb (»Verzweigerantrieb«)

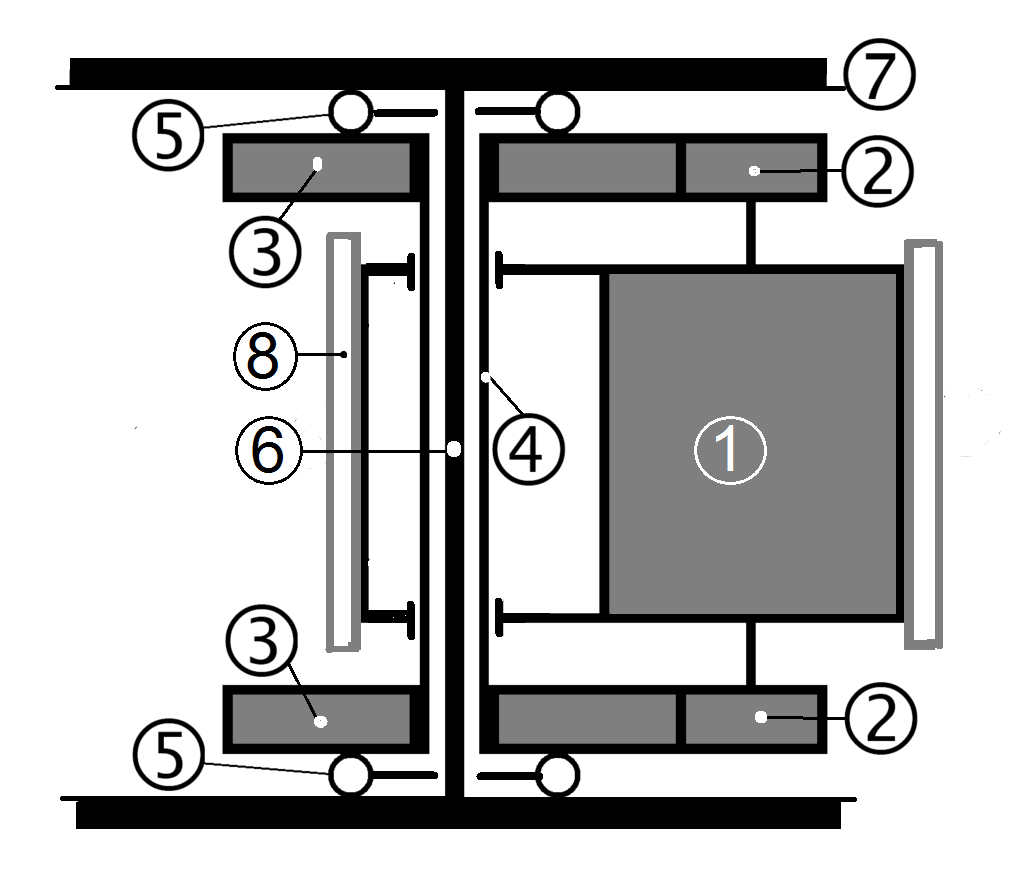
Gelenkantrieb, schematisch: Die zwei das Drehmoment übertragenden Gelenkkupplungen (5) sind zur Kompensation der vertikalen Federung der Antriebseinheit (1 bis 4) radial frei beweglich.

Die in einem sogenannten »Verzweigerantrieb« verwendeten radial-beweglichen Kupplungen enthalten i. d. R. keine elastisch nachgebenden Bauteile. Sie sind Gliederketten aus mit einfachen Drehgelenken verbundenen starren Stäben. Das gegenseitige Kippen zwischen Hohl- und Treibachswelle wird durch elastische Zwischenlagen (Silentblöcke) in den Gelenken oder durch Anwendung von Kugelgelenken ermöglicht.

#### Erste Gelenkantriebe

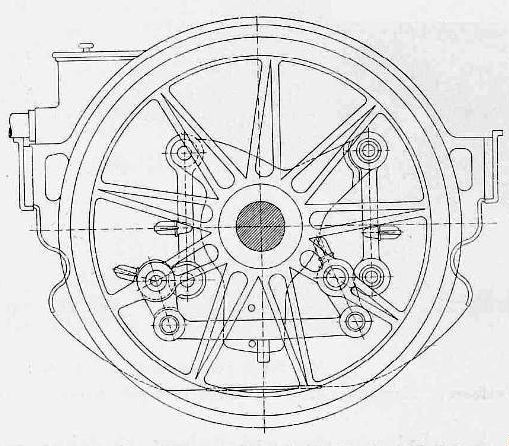
1901: Hohlwellenantriebs-Kupplung, Fa. Ganz

Ältester Gelenkantrieb ist der im ersten Bild (Artikeleinleitung) gezeigte Entwurf aus dem Jahre 1889 mit Unwuchten verursachenden exzentrisch liegenden Koppelstangen.
Aus dem Jahre 1901 stammt die von der Fa. Ganz bei der Elektrifizierung der Veltlinbahn verwendete Lösung (siehe nebenstehendes Bild). Deren relativ kurze und zentrisch liegenden Stäbe verursachen kaum Unwuchten. Sie wurde Vorbild für die späteren Konstruktionen anderer Hersteller.

#### Buchli-Antrieb
Der etwa seit 1920 existierende Buchli-Antrieb ist kein Hohlwellenantrieb. Er ist hier aber zu erwähnen, weil er der erste in Serie gebaute Gelenkantrieb war.
Seine radialbeweglichen Kupplungen waren an den Außenseiten der Triebräder angebracht, wodurch auf eine die Radsatzwelle umschließende, die Montage erschwerende Hohlwelle verzichtet werden konnte.

#### SLM-Universalantrieb
Der SLM-Universalantrieb enthält einen sehr einfach aufgebauten Gelenkantrieb. In einem die Treibsatzwelle umschließenden Ring sind zwei senkrecht zueinander positionierte radiale Schlitzpaare angebracht. In diesen gleiten die (kugeligen) Enden je zweier Mitnehmer: je ein am Großrad/Hohlrohr bzw. an der Treibsatzwelle angebrachtes Paar. Das Ganze wird als Kreuzkupplung bezeichnet. Der geschlitzte Ring lässt sich als tanzender Ring bezeichnen, ist aber den folgenden Mechanismen vorbehalten.

#### Stab-Gelenk-Mechanismus mit „tanzendem Ring“
Stab-Gelenk-Mechanismen mit „tanzendem Ring“ gab es in mehreren Ausführungen, die prinzipiell aber alle gleich sind. Sie wurden meistens doppelt (lange Hohlwelle und je eine pro Treibrad) eingebaut.
Der Antrieb mit anneau dansant von Alsthom (alle Stäbe mit zwei Gelenken) ist eine 1933 erfolgte Weiterentwicklung einer schon 1890 bei Siemens & Halske entstandenen Idee.
Der in Italien verwendete Antrieb mit anello danzante ist mehr oder weniger mit dem von SSW identisch (zwei Hebel haben drei Gelenke).
Der tanzende Ring ist ein die Treibradsatzwelle umgreifender Ring (anstatt Stab), der zwei Hebelgruppen miteinander verbindet. Er dreht sich zusammen mit der Treibradsatzwelle, der er sich aber gegenüber hin und her und seitlich wie ein Tänzer gegenüber seiner Partnerin bewegt.
In Frankreich wurde eine frühe Version dieses Antriebes in einem Drehgestell der PLM 242 AE 1 eingesetzt, ist aber auch bei der SNCF CC 7100 zu finden. In Italien wurde diese Antriebsvariante bei der E 434.068 erstmals angewandt und danach bei den Baureihen FS E.646 und FS E.444 verwendet.

### Gelenkwellenantrieb (»Kardanantrieb«)

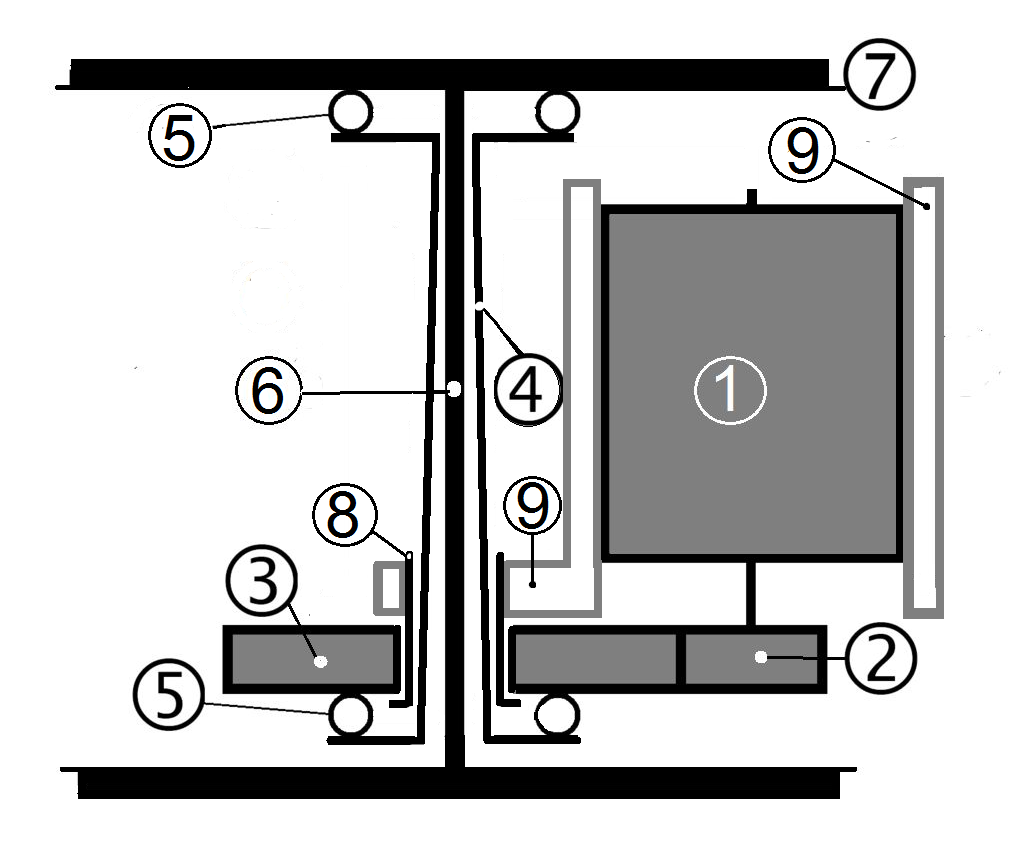
Gelenkwellenantrieb, schematisch: Die vertikale Federung der Antriebseinheit (1 bis 3 und 8) wird durch Kippen in den Gelenken (5) der das Drehmoment übertragenden Kardanwelle (4) kompensiert.

Die bisher beschriebenen Antriebe haben eine von Rad zu Rad reichende Hohlwelle mit je einer Kupplung mit geringer axialer Ausdehnung an ihren Enden. Das Antriebsmoment wird vom Großrad über die Hohlwelle zu beiden Kupplungen geleitet. Bei den Gelenkwellenantrieben benötigt die Gelenkwelle (das »Kardanrohr«) den Raum zwischen den beiden Treibrädern. Sie ist an einem Ende mit dem unmittelbar neben einem Treibrad befindlichen Großrad und am anderen Ende mit dem anderen Treibrad verbunden. Dieses wird angetrieben, während das gegenüberliegende Treibrad seinen Antrieb über die Radsatzwelle erhält. Eine Hohlwelle mit darauf befestigtem Großrad ist nicht mehr erforderlich. Das Großrad wird auf einem kurzen Rohr (Hohl-Achstummel), das die Treibradachse umschließt und im Fahrgestell befestigt ist, drehbar gelagert.
Die Gelenkwelle kann länger gemacht werden, wenn sie durch das Großrad (und den Achsstummel) geführt und mit ihm an der Gegenseite verbunden wird (siehe nebenstehende Abbildung). Die Gelenkwelle ist zum optisch bestimmenden und gelegentlich als Hohlwelle bezeichneten Bauteil geworden.

#### BBC-Kardanantrieb
Beim BBC-Kardanantrieb hat das Kardanrohr die größtmögliche Länge und damit einen kleinen Kippwinkel bei radialer Verlagerung der Treibradsatzwelle gegen die feststehende Hohlachse. Das Kardanrohr ist zwischen Treibrad und Großrad an letzteres gekuppelt und führt unter dem Großrad hindurch zur Kuppelstelle mit dem anderen Treibrad. Anfänglich dienten Gummiringfedern als Kupplungen. Als man zu einem Drehstrommotor mit gleichförmigerer Drehmomentabgabe überging (DB-Baureihe 120), konnte man auf deren Drehelastizität verzichten und baute letztendlich an beiden Seiten Gelenkhebelmechanismen (siehe Gelenkantrieb (»Verzweigerantrieb«)) ein. Deren Gelenke sind in Silentblöcken befestigt, um das Kippen des Kardanrohres zu ermöglichen.
Bei der DB-Baureihe 120 gelang es zum ersten Mal, eine Leistung pro Radsatz von 1,4 MW zu erreichen. Grundlage dafür war die höhere Drehzahl der Drehstrom-Asynchronmaschine im Vergleich zu dem Einphasen-Reihenschlussmotor mit Kommutator. Daraufhin war es möglich, eine vierachsige Lokomotive mit einer Gesamtmasse von 84 Tonnen mit 6 MW Leistung zu bauen.
Der BBC-Kardanantrieb ist die Grundlage für die Antriebe der Baureihe 101 und ICE 1.

#### Jacquemin-Kardanantrieb
Der in Frankreich bei der SNCF bei mehreren Lokomotivtypen verwendete Jacquemin-Antrieb ist nach dem SNCF-Ingenieur André Jacquemin benannt. Er besteht aus einer Hohlwelle, die an einem Ende mit einem Kreuzgelenk mit der Radscheibe, am anderen mit einem weiteren Kreuzgelenk mit der inneren Seite des Großrads verbunden ist. Das Großrad sitzt wie beim BBC-Kardanantrieb einen feststehenden Hohlachsstummel. Jedes Kreuzgelenk wird durch einen die Radsatzwelle umfassenden Ring gebildet, indem die um 90° versetzen Mitnehmerzapfen in Silentblöcken gelagert angeordnet sind. Der Antrieb wurde für die SNCF-Elektrolokomotiven BB 9003 und 9004, BB 12000, BB 13000 und die Diesellokomotive BB 67000 verwendet.

#### Voith-Kardanantrieb
Bei einem Kardanantrieb von Voith ist das Kardanrohr relativ kurz, da es erst außerhalb des Getriebegehäuses an die herausführende Hohlwelle gekuppelt ist (siehe dritte Abbildung von oben). Als Kardangelenke dienen zwei Keilpaketkupplungen. Die Elastizität des Gummis in den Keilpaketen wird für das Kippen des Kardanrohres benutzt.
Diese Antriebsform wird unter anderem bei den Triebzügen Stadler Flirt und Stadler Kiss eingesetzt.

#### Tschanz-Antrieb und Buchli-Antrieb

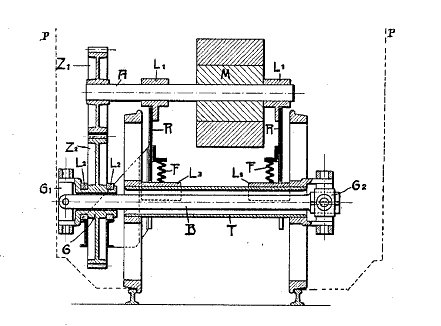
1918: Tschanz-Antrieb: Gelenkwellenantriebs-Variante mit Kardanwelle in hohler Treibradsatzwelle

Beim Tschanz-Antrieb befinden sich, wie auch beim Buchli-Antrieb, die Lager der Treibradsatzwelle innerhalb der Treibräder (der schmalere Fahrzeugrahmen wird Innenrahmen genannt). Der Treibradsatz wird von außen her angetrieben. Das Großrad ist vor ein Treibrad gesetzt. Beide Antriebsarten sind somit keine Hohlwellenantriebe. Es gab allerdings Ausnahmen. Beim Tschanz-Antrieb gab es eine Variante mit hohler Treibradsatzwelle, durch die eine klassische Kardanwelle mit Kreuzgelenken führte und den Treibradsatz am anderen Treibrad antrieb (siehe nebenstehende Abbildung).
Beim Buchli-Antrieb gab es nur einen Ausnahme-Fall, die Lokomotive ET 11 01 mit auf einem Hohlrohr zwischen den Treibrädern angebrachter Kupplung. Dieser war aber kein Gelenkwellenantrieb, sondern ein Gelenkantrieb (»Verzweigerantrieb«; siehe oben).

## Andere Hohlwellenantriebe
Der zuerst genannte Abgefederte Tatzlagerantrieb enthält noch eine die Treibradsatzwelle umgreifende Hohlwelle, bei den folgenden Hohlwellenantrieben ist die Motorwelle oder eine Getriebewelle eine hohle Welle. Die Gummischeiben-Kupplung des Tandemantriebes ist dagegen eine Mischform dieser beiden Arten.

### Abgefederter Tatzlagerantrieb

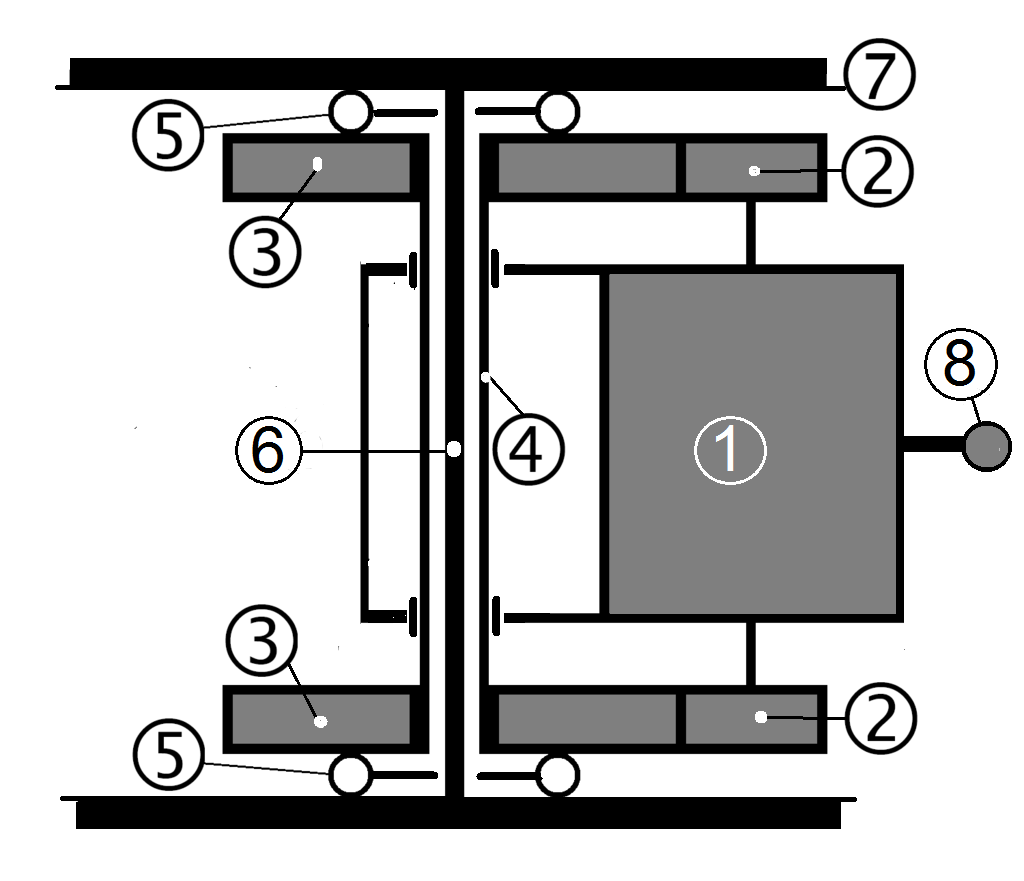
Modifizierter Tatzlagerantrieb mit Hohlwelle (4) und mit Gummiringen (5), über die die etwa halbe Masse der Antriebseinheit von den Treibsatzrädern (7) vertikal federnd getragen werden

Der (voll) abgefederte Tatzlagerantrieb (auch Antrieb mit Schwebemotor) enthält zwar eine Hohlwelle, die die Treibradsatzwelle umgreift, die aber nicht vom Fahrzeugaufbau, sondern elastisch von den Rädern getragen wird. Die Getriebeausgangswelle ist nicht mehr mit der Radsatzradwelle identisch.
Das Motor-/Getriebegehäuse, in dem die Hohlwelle drehbar gelagert ist, stützt sich über sie und elastische Elemente an den Treibrädern ab. Somit wird die Antriebseinheit vollständig federnd getragen: der den Treibsatzrädern nahe Teil von diesen und der entferntere Teil vom Rahmen wie bisher.
Als elastisches Element wird ein Gummiring (segmentiert oder einteilig) verwendet. Sein Federweg ist nur etwa ein Drittel so groß wie der der übrigen Masse der Antriebseinheit, die gemeinsam mit dem Fahrzeugsaufbau oder dem Drehgestell federt.

#### SSW-Gummiringfederantrieb
Der Gummiringfederantrieb wurde von den Siemens-Schuckert-Werken (SSW) entwickelt. Die Gummiringfeder wird von mehreren zylindrisch gebogenen Gummiplatten, die innen und außen mit zylindrischen Segmenten aus Metall zu einer Einheit zusammen vulkanisiert sind, gebildet. Außen sind diese Gummifedern an über den Umfang verteilten Armen an der Hohlwelle und innen an der Seite eines Treibrades angeschraubt.
Der Gummiringfederantrieb kam ab 1956 bei den Einheits-Elektrolokomotiven der Deutschen Bundesbahn mit den Baureihen E10, E40, E41 und E50 (zweites Los) zur Anwendung. Weiter ist er in den Baureihen 111 und 151 oder den Schnelltriebwagen ÖBB 4130, sowie ÖBB 1141 und 1042 (1142) zu finden.

#### LEW-Kegelringfederantrieb

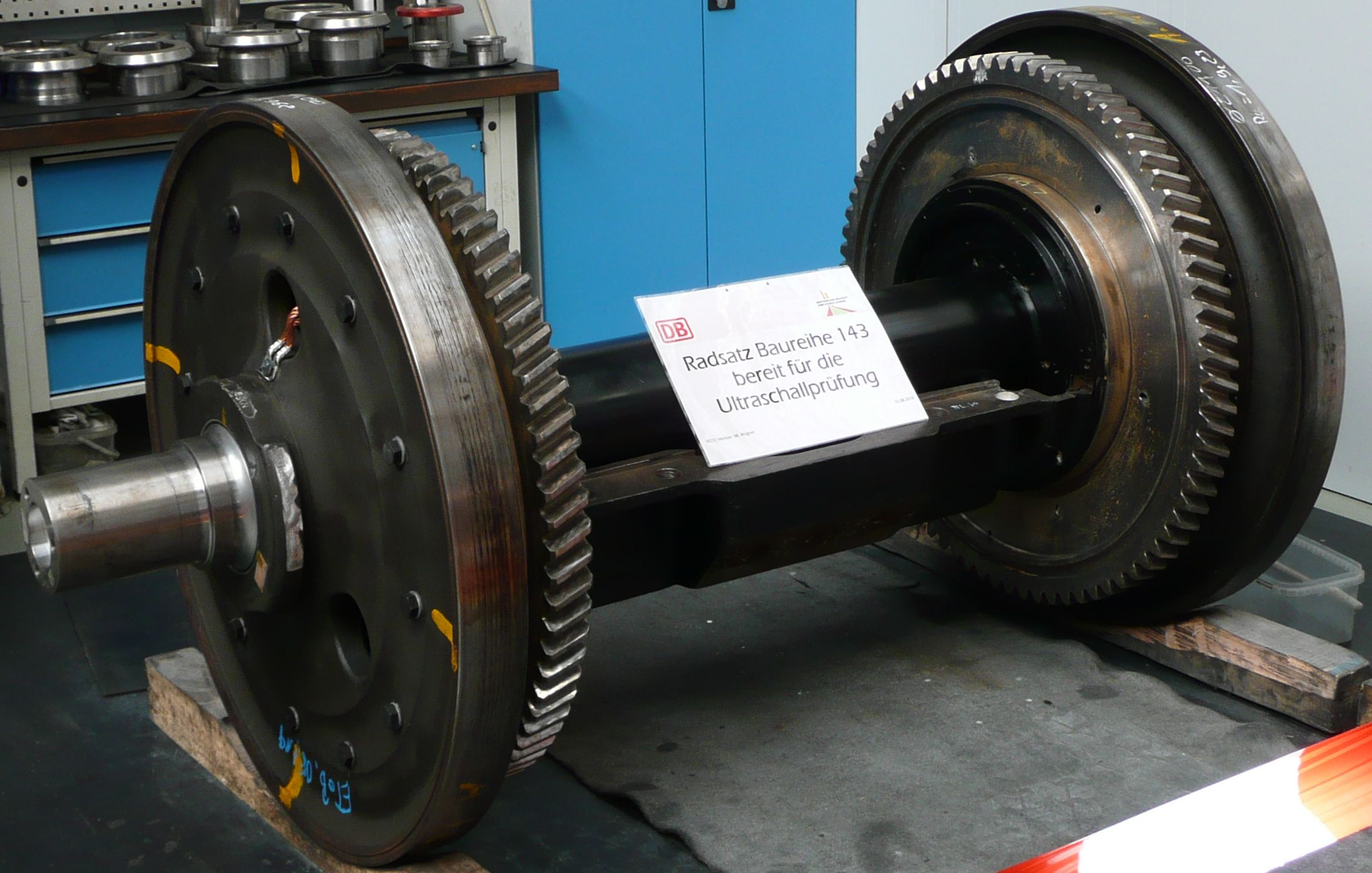
1980er Jahre: Kegelringfederantrieb (LEW Hennigsdorf) der BR 143, je eine Gummiringfeder zwischen Groß- und Laufrad (nicht sichtbar), Radreifen abgenommen

Der von LEW Hennigsdorf in den 1960er Jahren entwickelte Kegelringfederantrieb ähnelt dem Gummiringfederantrieb von SSW. Hierbei ist der Federring kein zylindrischer, sondern ein kegelförmiger Gummiring. Außerdem ist er nicht aus Segmenten zusammengesetzt, sondern einteilig. Eine weitere Besonderheit ist, dass die Hohlwelle über zwei Großräder angetrieben wird (bei jedem Treibrad eins, siehe nebenstehendes Bild). Erprobt wurde er an einer Lokomotive der Reihe 211, serienmäßig eingebaut bei den Maschinen der DR-Baureihen 250, 243, 212 und 252, seit 1992 155, 143, 112 und 156.

#### Gefedertes Großrad mit Sécheron-Federung
Im weiteren Sinne gehört auch diese Art der Federung zu den abgefederten Tatzlagerantrieben. Bei dieser vor allem bei Triebwagen mit kleinerem Raddurchmesser verbauten Federung sind zwischen Nabe und Zahnkranz des Großrades Lamellenfedern eingebaut, welche die Abfederung von Schienenstößen und beim Anfahren übernehmen. Angewendet wurde diese von SAAS entwickelte Bauart beispielsweise bei den Triebwagen der Reihen 220/230 der Wiener Lokalbahn und ET 10 der BBÖ.

### Antriebe mit Kupplung zwischen Fahrmotor und Getriebe
Infolge der leichter gewordenen Zahnradgetriebe ist man in jüngerer Zeit dazu übergegangen das Großrad (jetzt kleiner und leichter) wieder auf die Treibradsatzwelle zu montieren und die Getriebemasse (jetzt kleiner) als ungefederte Masse hinzunehmen. Die relativ aufwändige, die Treibradsatzwelle umschließende Hohlwelle konnte dafür entfallen.

#### Motorhohlwellenantrieb

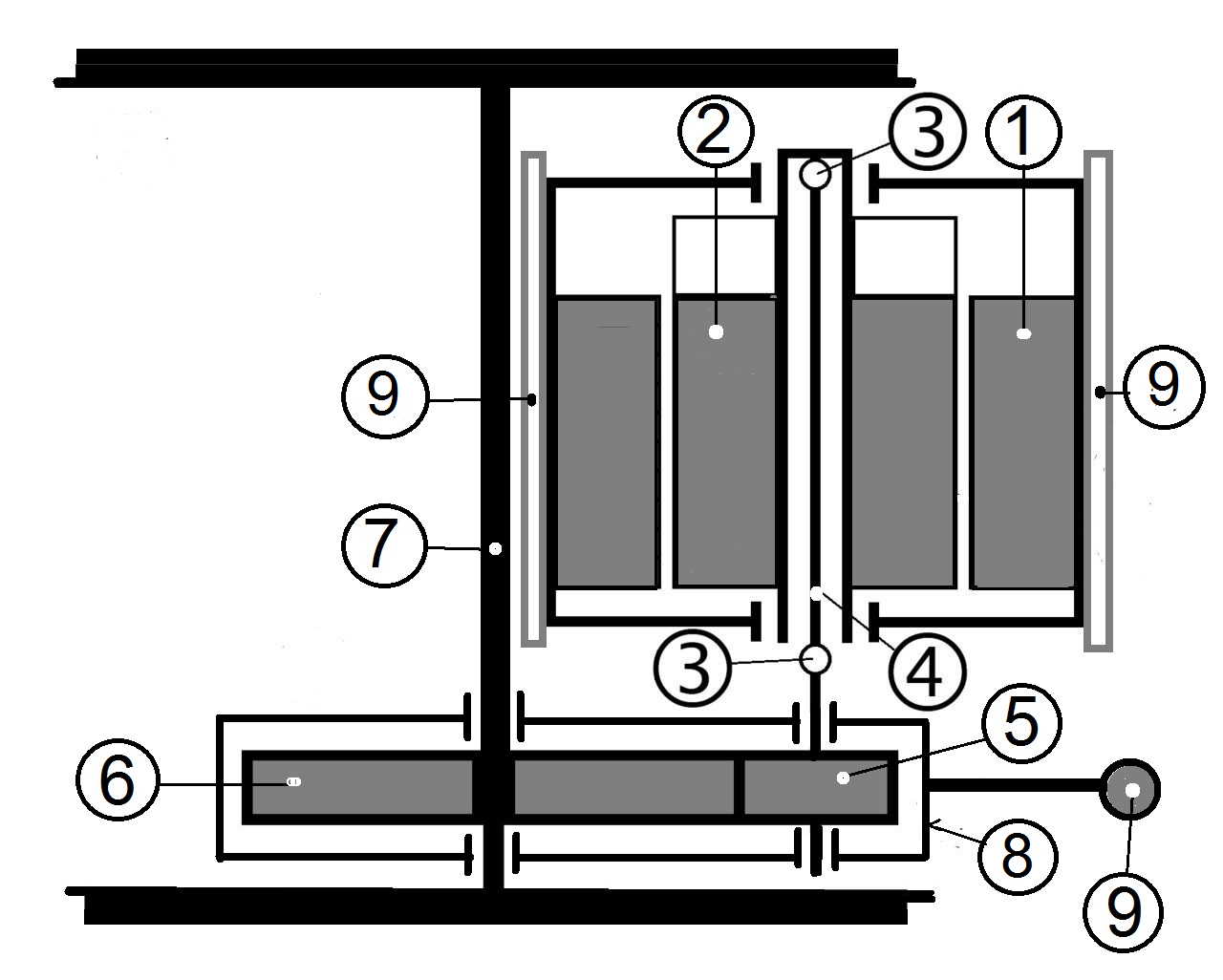
Motorhohlwellenantrieb, schemat.: Der Hub des zur federnden Masse des Fahrzeugs gehörenden Motors (1 und 2) wird durch das Kippen in den Gelenken (3) der das Drehmoment auf das Getriebe (8) übertragenden Kardanwelle (4) kompensiert. Das Getriebe (8) ist ungefederte Masse.

Beim Motorhohlwellenantrieb wird in der hohlen Ankerwelle des Motors eine Gelenkwelle geführt, welche mit je einem elastischen Gelenk mit dem Anker und dem Ritzel verbunden ist. Das Großrad sitzt fest und unabgefedert auf der Treibradsatzwelle. Das Getriebe zählt somit zur unabgefederten Masse und muss die Bewegungen des Radsatzes mitmachen. Die radial nachgebende Funktion zwischen Motor und Getriebe wird von der Gelenkwelle erfüllt.
Von den Motorhohlwellenantrieben mit einstufigem Getriebe wurden drei sehr ähnliche Ausführungen bekannt, eine von BBC, eine von Sécheron und eine von ASEA. Unterscheidungsmerkmal sind die kardanischen Federgelenke. Eine weitere Ausführung wurde von der Firma Škoda entwickelt.

##### BBC-Scheibenantrieb

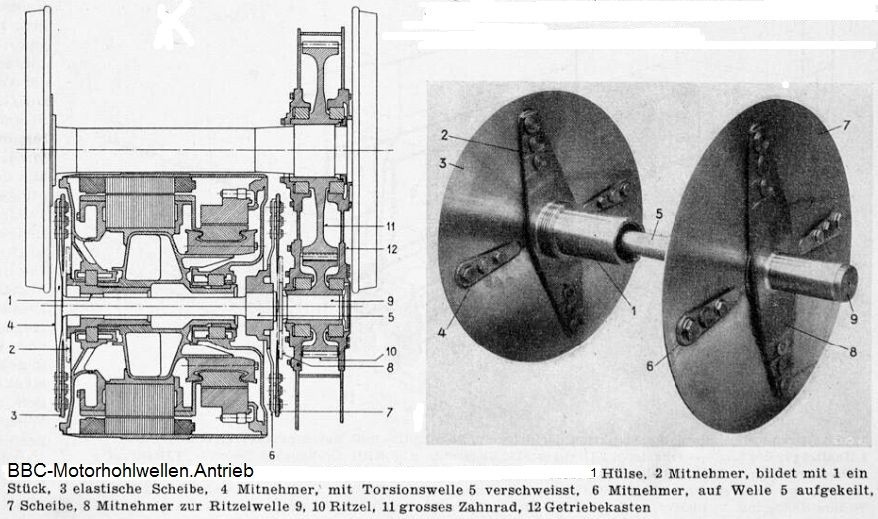
1938: BBC-Motorhohlwellenantrieb mit durch die Hohlwelle führender Kardanwelle

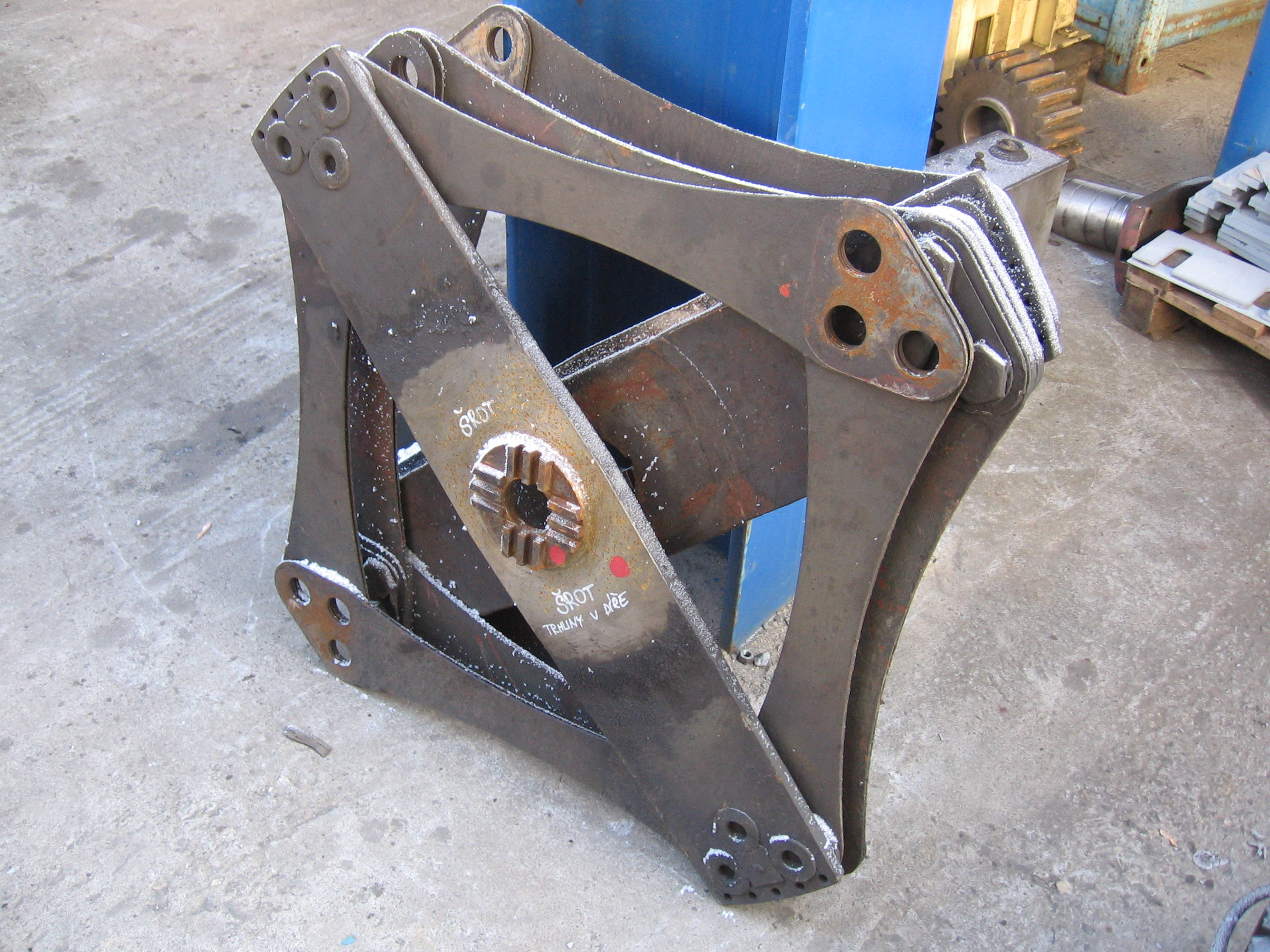
Ausgebaute Sécheron-Kupplung

Der BBC-Scheibenantrieb wurde 1938 von der Firma Brown, Boveri & Cie. (BBC) entwickelt. Die kardanischen Gelenke beim BBC-Motorhohlwellenantrieb enthalten eine dünne Metallscheibe (siehe nebenstehende Abbildung). Diese ist an je einem um 90° versetzten Mitnehmer an den einander anschließenden Wellen angebracht. Das Gelenk gleicht im Prinzip der Hardyscheibe. Die verbindende Welle ist dünn und wirkt auf diese Weise drehelastisch (Torsionsfeder).

Der BBC-Scheibenantrieb wurde zuerst bei Leichttriebwagen der Reihe 401 der Straßenbahn Zürich eingesetzt. In Lokomotiven für Vollbahnen wurde er u. a. bei der BLS Ae 4/4 angewendet. Ebenso war die E 10 002 der Deutschen Bundesbahn mit einem solchen Scheibenantrieb ausgestattet.

##### Sécheron-Lamellenantrieb
Der Sécheron-Lamellenantrieb ist eine Entwicklung der Firma Sécheron und entspricht im Aufbau dem BBC-Scheibenantrieb. Hierbei kreuzen sich zwei, je an den zu verbindenden Wellenenden angebrachte, starre Doppelausleger. An deren Enden sind vier zusammen ein Quadrat bildende elastische Metallstreifen (Lamellen: Lamellenantrieb) angebracht.

Eingesetzt wurde dieser Antrieb bei den elektrischen Lokomotiven der ČSD-Baureihen E 499.0 und E 499.1 sowie den ÖBB-Reihen 4030 und 1046. Versuchsweise waren auch die Vorserienlokomotiven E 10 004 und 005 der Deutschen Bundesbahn mit einem solchen Lamellenantrieb ausgestattet. Im Nahverkehr kam das Prinzip unter anderem bei den Baureihen DT2 und DT3 der Hamburger Hochbahn, bei der Berliner S-Bahn-Baureihe 480, sowie bei der Baureihe DT2 der U-Bahn Nürnberg zum Einsatz.

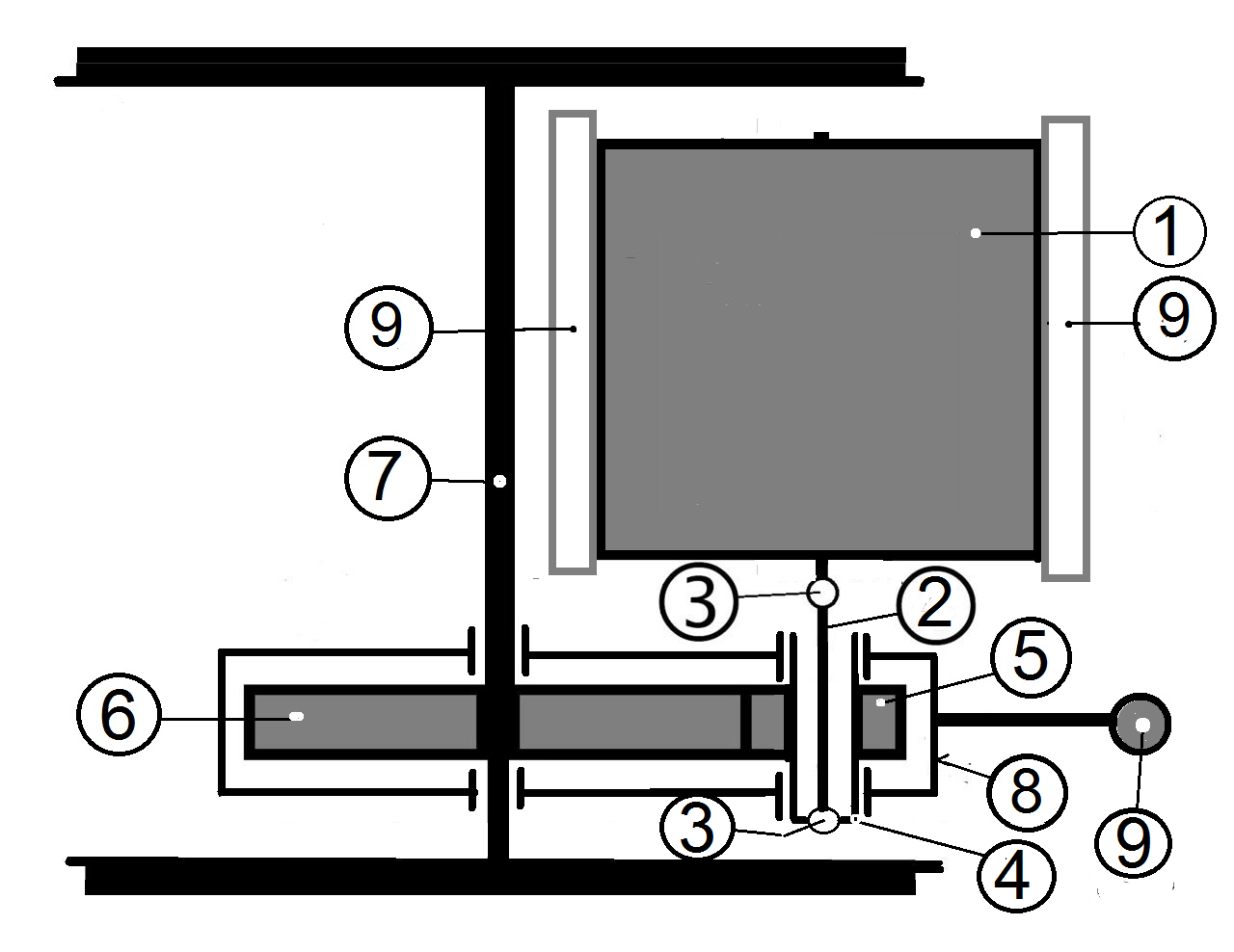
Ritzelhohlwellenantrieb, schemat.: Der Hub des zur federnden Masse des Fahrzeugs gehörenden Motors (1) wird durch das Kippen in den Gelenken (3) der das Drehmoment auf das Getriebe (8) übertragenden Kardanwelle (2) kompensiert. Das Getriebe (8) ist ungefederte Masse.

#### Ritzelhohlwellenantrieb
Beim Ritzelhohlwellenantrieb ist anstatt der Motorwelle die kürzere Ritzelwelle als Hohlwelle ausgeführt. Die ausgleichende Gelenkwelle ist vom Motor weg ins Ritzel verschoben, dessen Hohlwelle sie auf der vom Motor entfernteren Seite antreibt. In einer bekannten Ausführung sind die Gelenke Lamellenkupplungen. Gegenüber dem Motorhohlwellenantrieb haben Ritzelhohlwellenantriebe den Vorteil, dass der Anker nicht an die geänderte Motorwelle angepasst werden muss.

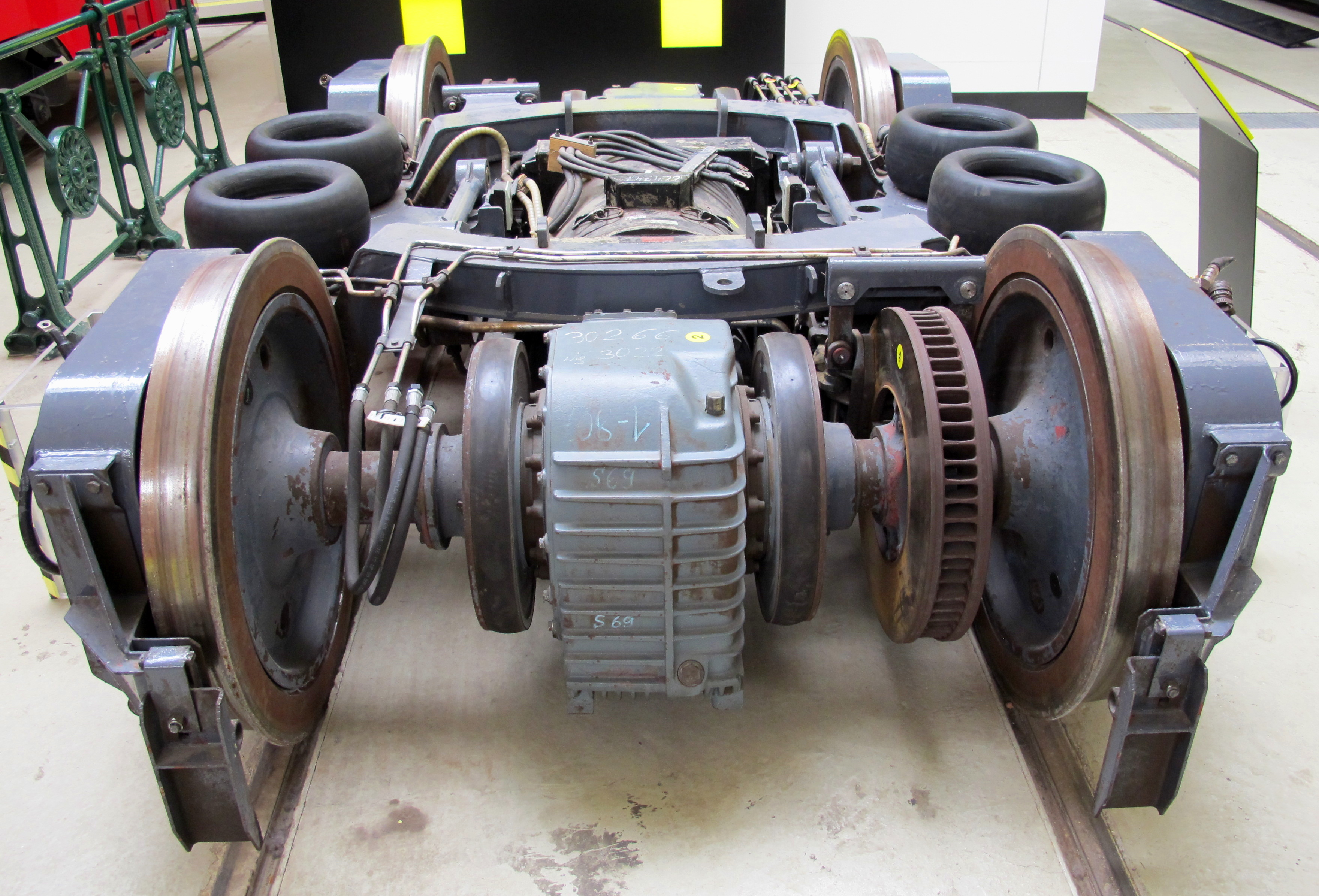
Tandemantrieb eines Wiener U-Bahnwagens Type U. Links und rechts des Achsgetriebes die Gummischeiben zur Kraftübertragung von Hohlwelle auf die Treibachse.

Ritzelhohlwellenantriebe werden von der Firma Siemens Mobility bei den Lokomotiven der Reihe ER20 und der Vectron-Plattform eingesetzt.

#### Gummischeiben-Kupplung und Keilpaketkupplung
Bei dem von DÜWAG entwickelten Tandemantrieb treibt ein in Längsrichtung liegender Motor über Winkelgetriebe eine kurze Hohlwelle an, die über gleich neben dem Getriebe situierten Gummischeiben-Kupplungen federnd mit der Radsatzwelle verbunden ist. Antriebe mit Keilpaketkupplung arbeiten nach demselben Prinzip.